# Sarcaulus inflexus
Sarcaulus inflexus är en tvåhjärtbladig växtart som först beskrevs av Albert Charles Smith, och fick sitt nu gällande namn av Terence Dale Pennington. Sarcaulus inflexus ingår i släktet Sarcaulus och familjen Sapotaceae. IUCN kategoriserar arten globalt som sårbar. Inga underarter finns listade i Catalogue of Life.